# Trochosa masumbica
Trochosa masumbica là một loài nhện trong họ Lycosidae.
Loài này thuộc chi Trochosa. Trochosa masumbica được Embrik Strand miêu tả năm 1916.